# جرانت أمجد ميلر
جرانت أمجد ميلر هو سياسي ومحامي أمريكي من ولاية يوتا عن الحزب الديمقراطي، حيث يمثل الدائرة 24 في مجلس نواب ولاية يوتا الواقعة في مدينة سولت ليك.

## نشأته وتعليمه
ميلر هو فلسطيني أمريكي، ولد لوالدين متعددي الأعراق في إلينوي. انتقلت عائلته إلى مدينة سولت ليك عندما كان عمره عامًا واحدًا. تخرج من مدرسة جوردان الثانوية (ساندي، يوتا) . حصل على درجة الزمالة في الآداب من كلية سنو، ودرجة البكالوريوس في العلوم في الاتصال الصوتي من جامعة يوتا ، ودكتوراه في القانون من كلية إس جيه كويني للقانون.

## مسيرته المهنية
بعد تخرجه من كلية الحقوق، مارس ميلر المحاماة لفترة وجيزة بشكل خاص في بارك سيتي، يوتا ، قبل أن يصبح محامياً عاماً في سولت ليك سي شغل عام 2022 منصب رئيس قسم المحامين الشباب في نقابة المحامين بولاية يوتا. في عام 2023، تم تكريمه من قبل مجلة Utah Business.

## مسيرته السياسية
ترشح ميلر لمجلس مدينة سولت ليك في عام 2020، وخسر في مسابقة مكونة من 28 جهة. في عام 2024، ترشح ميلر لمجلس نواب ولاية يوتا وفاز في الانتخابات التمهيدية الثلاثية، دون أي منافس في الانتخابات العامة. تولى منصبه رسمياً في 1 يناير 2025.
وهو عضو في لجنة القضاء بمجلس النواب، ولجنة التنمية الاقتصادية وخدمات القوى العاملة بمجلس النواب، واللجنة الفرعية لمخصصات العدالة الجنائية.